# Gazzola (equip ciclista)

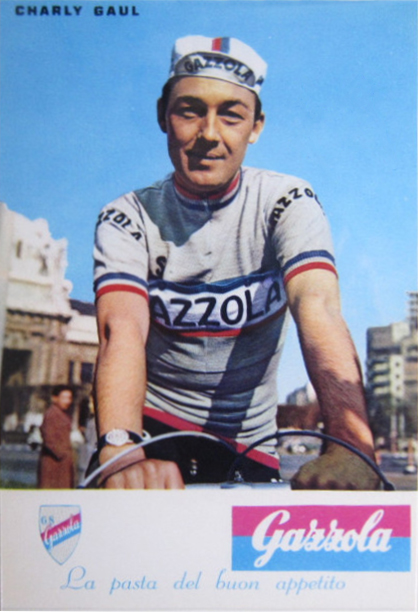
Charly Gaul

L'equip Gazzola va ser un equip ciclista italià, de ciclisme en ruta que va competir entre 1960 i 1964.

## Principals resultats
- Milà-Vignola: Alessandro Fantini (1960)
- Giro del Ticino: Guglielmo Garello (1960), Franco Cribiori (1964)
- Volta a Luxemburg: Charly Gaul (1961)
- Coppa Sabatini: Alfredo Sabbadin (1962), Dino Bruni (1963)
- Milà-Torí: Franco Cribiori (1963)
- Giro dels Apenins: Franco Cribiori (1964)

### A les grans voltes
- Giro d'Itàlia
  - 5 participacions (1960, 1961, 1962, 1963, 1964)
  - 2 victòries d'etapa:
    - 1 el 1960: Arrigo Padovan
    - 1 el 1961: Charly Gaul

- Tour de França
  - 1 participació (1962)
  - 1 victòria d'etapa:
    - 1 el 1962: Dino Bruni

- Volta a Espanya
  - 0 participacions